# Reino de Labes
El Reino de Labes, también conocido como reino de los Aït Abbès o Sultanato de los Beni Abbès, en bereber (fonética) tagelda n En Ɛebbas y en árabe سلطنة بني عباس (salṭanat Beni Ɛabbas), fue un antiguo estado del norte de África, luego un feudo y un principado, que controló desde el siglo XVI hasta el siglo XIX la pequeña Cabilia y sus alrededores. En la historiografía española se le denomina reino de Labes; a veces se le llama más comúnmente según su familia gobernante, los Mokrani, en bereber At Muqran, en árabe أولاد مقران (Ouled Moqrane). Su capital era Kalâa de Beni Abbes, una ciudadela inexpugnable en la cordillera de Bibans.
Fundado por los últimos emires hafsíes de  Bejaïa, el reino fue durante mucho tiempo un bastión de resistencia a los  españoles, y luego a la regencia de Argel. Aprovechando una posición estratégica, en la carretera de Argel a  Constantina y en la del Mediterráneo al Sahara, su capital, la Kalâa de Beni Abbes, atrajo a andaluces, cristianos y judíos en el siglo XVI, huyendo de España o de Argel. Su saber hacer enriqueció un tejido industrial local cuyo patrimonio es la artesanía de la tribu Aït Abbas. Las tribus circundantes son también sede de una intensa actividad intelectual y una tradición literaria que rivaliza con las de otras ciudades del Magreb.
En su apogeo, la influencia del reino de Beni Abbes se extiende desde el valle de Soummam hasta el Sahara y su capital, Kalâa, rivaliza con las ciudades más grandes. En el siglo XVII, sus jefes tomaron el título de Jeque de Medjana, pero todavía se les describía como sultanes o reyes de los Beni Abbe. A finales del siglo XVIII, el reino dirigido por la familia Mokrani (Amokrane) se dividió en varios clanes, algunos de los cuales fueron vasallizados por la regencia de Argel. Sin embargo, el jeque de Medjana permaneció a la cabeza de su principado como tributario del  bey de Constantina y administró sus asuntos con total independencia.
Con la llegada de los franceses, algunos Mokrani se pusieron del lado de la colonización y otros de la resistencia. Los franceses, con el fin de fomentar su asentamiento en la región, se apoyaron en los señores locales, manteniendo una apariencia de autonomía de la región bajo sus jefes tradicionales hasta 1871. Sus soberanos tomaron sucesivamente varios títulos como sultán, amokrane, jeque de Medjana y posteriormente se integraron temporalmente en la administración militar francesa antes de la  revuelta de 1871, khalifa y bachagha. La derrota de 1871 marcó el fin del papel político de los Mokrani con la entrega del Kalâa a los franceses.

## Historia

### Espacio político del Magreb en los siglosXIVyXV

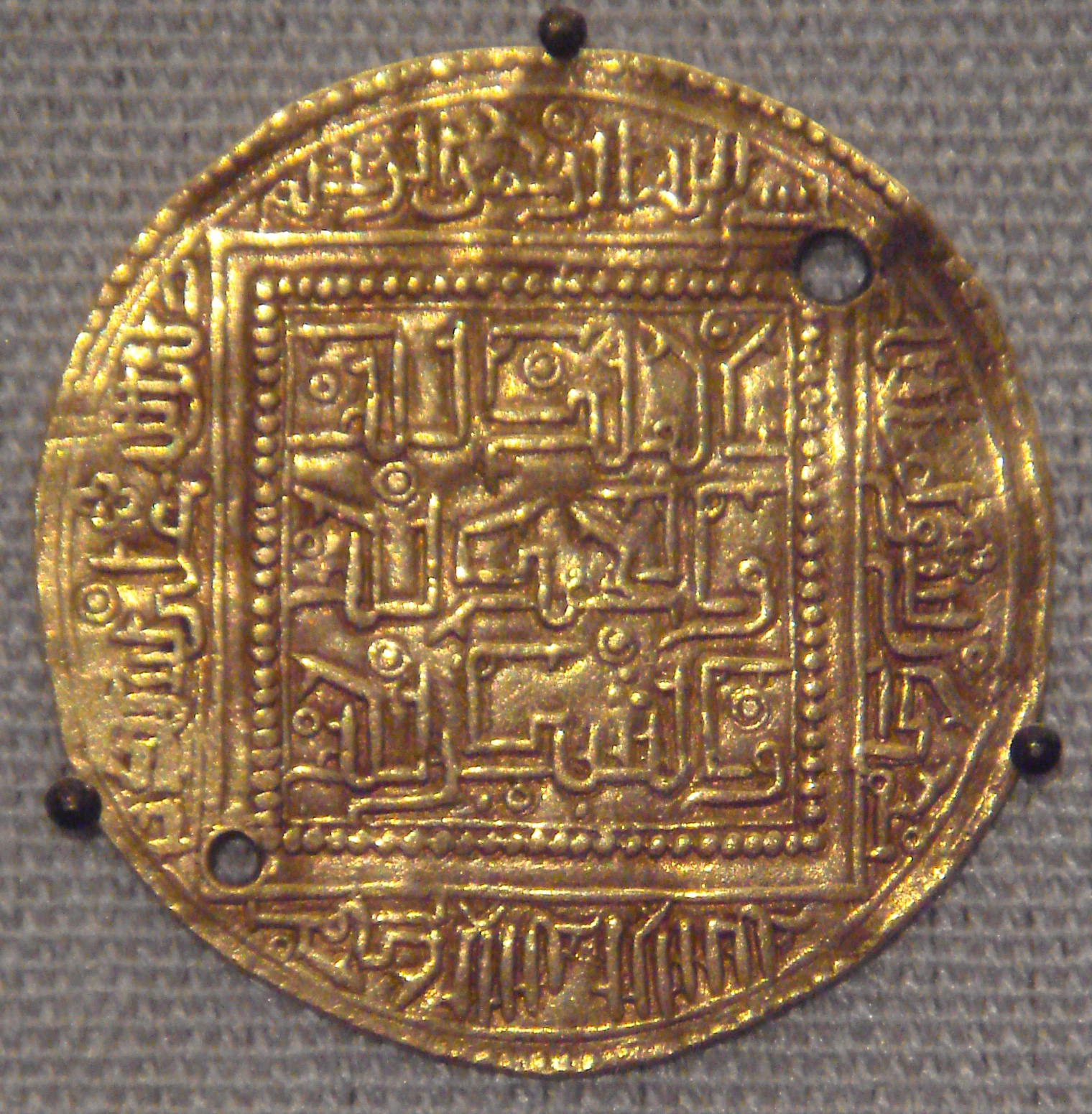
Moneda hafsid de Béjaïa (1249-1276).

La Ifriqiya, que generalmente corresponde a la parte oriental del Magreb actual, es parte del reino de los hafsíes. En este reino, la ciudad de Bejaïa, antigua capital de los hamaditas en el siglo XI, es una ciudad líder. En efecto, su riqueza y su ubicación como puerto estratégico lo convierten en un objeto codiciado por los ziánidas y merínidas; además, a menudo entra en disidencia dentro del  sultanato hafsí, y disfruta de cierta autonomía en tiempos normales. La ciudad se considera la capital de las regiones occidentales del sultanato hafsí y la "ciudad fronteriza" del sultanato. En los  siglos XIII y XIV, se convirtió en varias ocasiones en la sede del poder de emires-gobernadores independientes, o disidentes de la dinastía Hafsí. Estos "gobernantes de Bejaïa" extienden su autoridad -que a menudo va de la mano de la disidencia política- a todo el dominio del antiguo reino de los hammadíes: Argel, Dellys, Médéa, Miliana,  Constantina, Annaba y los oasis del Zab. Ibn Jaldún los describe como gobernantes Biğāya wa al-ṯagr al-garbī min Ifriqiya —la ciudad de Bejaïa y la marcha occidental de Ifrīqiya—. Ibn Jaldún fue el visir de la administración independiente de un príncipe hafsí de Bejaia en 1365. El siglo XV vio un retorno general a la centralización del estado hafsí. Pero a finales del siglo XV y principios del  XVI, León el Africano y Al-Marini describen a un príncipe de Bejaïa, separado del de Túnez, con una situación similar en Constantina y Annaba, lo que refleja una fragmentación del territorio hafsí. Estos últimos emires de Bejaïa, independientes del poder central de Túnez, fueron el origen de la dinastía que fundaría y gobernaría el reino de los Beni Abbès.

### Fundación a principios delsigloXVI

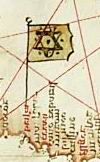
Mapa del reino Koukou (Couco) y el Reino Beni Abbes (Labes) en el mapa español del, conservado en los archivos de Simancas

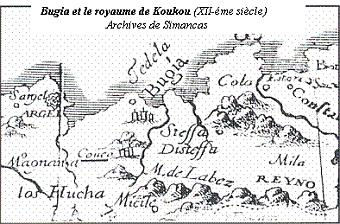
Mapa Cerca de Bugía en siglo XVI. conservado en los archivos de Simancas.

En 1510, tras la Reconquista, los  españoles tomaron Bugía, que estaba en manos de los emires disidentes hafsíes. Desde esta posición, organizaron incursiones en el interior del país. Los bereberes de la región buscaron protección en el interior y tomaron la Kalâa des Beni Abbès, en el corazón de la cadena de Biban, como su nueva capital. Esta ciudad es un antiguo lugar fortificado del período  hammadí y una etapa del sultán triq la ruta comercial de las Altas Mesetas a Bugía. Abderahmane, el último de los emires de Bugía, eligió el lugar por razones de seguridad. Su hijo Ahmed está empezando a ser conocido, especialmente por su estatus religioso entre las tribus cabilas y árabes de los alrededores que vienen a establecerse en el Kalâa, huyendo del relativo caos del país. Aprovechando el creciente apoyo de las tribus circundantes, se proclamó a sí mismo «Sultán de la Kala». Está enterrado en Takorabt, un pueblo en las cercanías de la Qalat.
El reinado de su nieto Abdelaziz El Abbes trajo el nombre de la Kalâa del anonimato; en su apogeo, la ciudad tenía 80 000 habitantes. Kalâa adquirió fábricas de armas con la ayuda de renegados cristianos, así como de algunos habitantes de Bugía expulsados por la ocupación española, entre ellos andaluces, musulmanes y una comunidad judía a la que acogió en gran número y que aportó sus conocimientos.
Debido a las sucesivas anexiones de territorios, el reino de Abdelaziz se extendió al sur y a las montañas circundantes. Los españoles, que se habían retirado a Bujía, le ofrecieron su alianza y él ignoró temporalmente el compromiso de establecer la regencia de Argel dirigida por los hermanos Aruj y Jeireddín Barbarroja, porque su reino no estaba de cara al mar. Los hermanos Barbarroja, queriendo aislar a los españoles, atacaron a Abdelaziz y se reunieron con él en Bugía en 1516. Ante la superioridad técnica de sus armas de fuego, Abdelaziz se sometió a su petición y prefirió romper la alianza con los españoles, antes que enfrentarse inmediatamente a los turcos con medios insuficientes. En 1542, la regencia de Argel hizo del señor de Kalâa su califa en Medjana.
Abdelaziz utilizó su reinado y los períodos de paz con la Regencia para fortificar el Kalâa y extender su influencia cada vez más al sur. Su infantería se convirtió en un cuerpo regular de 10 000 hombres y adquirió dos cuerpos regulares de caballería. Construyó dos borjs en las cercanías del Kalâa, cada uno encabezado por un califa, encargado de hacer rondas por su territorio.

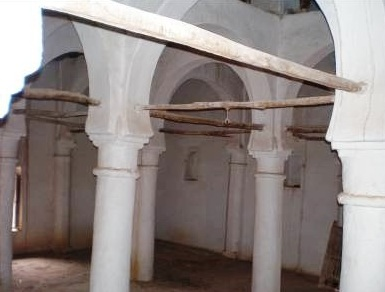
Elementos arquitectónicos andaluces del Mausoleo del Sultán Ahmed

Este creciente poder del Sultán de Kalâa preocupó a los turcos de la Regencia de Argel, que en 1550 enviaron dos veces un cuerpo de tropas que Abdelaziz rechazó.  Hasán Bajá concluyó así un tratado con él y obtuvo su ayuda en su expedición contra Tlemcen (1551), entonces ocupado por un cherif de  sahadín. Según el cronista español contemporáneo de los acontecimientos, Luis del Mármol Carvajal, Abdelaziz tomó la cabeza de un cuerpo de infantería de 6000 hombres para la expedición de Tlemcen. Según el historiador Hugh Roberts, el contingente cabila asciende a 2000 hombres.
La llegada de Salah Raïs a la cabeza de la regencia de Argel confirma la alianza con Abdelaziz. Juntos dirigieron la expedición contra  Touggourt y Ouargla en octubre de 1552. Abdelaziz envió 180 arqueros y 1600 jinetes, que se sumaron a los 3000 arqueros de Salah Raïs. Los bereberes de Abdelaziz arrastraron los cañones con la esperanza de aprender a maniobrarlos y más tarde a elevarlos sobre su fortaleza del Kalâa.
Sin embargo, esta alianza finalmente se rompió. Dos hipótesis explican esta ruptura según la historiografía española. La primera es que Salah Raïs intentó hacer arrestar a Abdelaziz durante su presencia en Argel, sospechando que quería levantar el país contra la regencia de Argel. La segunda es que Abdelaziz desconfía de los turcos y de su capacidad para atacar ciudades distantes como Tuggurt. Teme que su ambición de controlar el país acabe convirtiendo a su reino en un objetivo y considera un error político haberles favorecido a través de las dos expediciones. Por su parte, los relatos de los Aït Abbas informan de que la ruptura está vinculada a un intento de la regencia de Argel de hacer asesinar a Abdelaziz por auxiliares de los Zuavo. Este último se negó a asesinar a un jefe de la misma región que ellos y le advirtió. Aliada con los Zouaoua, la tropa del Sultán Abdelaziz derrotó a los jenízaros, que se retiraron a Argel.
Salah Raïs, temiendo que la reputación del sultán Abdelaziz creciera, lanzó una expedición hacia finales de 1552 y llegó al invierno en las montañas de Boni, cerca del Kalâa. El hermano de Abdelaziz, Sidi Fadel, murió en la batalla, pero la nieve impidió que los turcos avanzaran más y disfrutaran de su victoria.
En 1553, el hijo de Salah Raïs, Mohamed-bey, dirigió una ofensiva sobre el Kalâa del Beni Abbès que terminó en fracaso y muchas pérdidas entre los turcos. Su reputación se vio empañada por esta batalla porque evitaron un desastre gracias al apoyo de las tribus árabes. Abdelaziz también rechaza una expedición comandada por Sinan Reis y Ramdan Pasha cerca del Oued el Hammam, hacia M'Sila. La captura de Bejaïa por Salah Raïs en 1555 confirmó los temores de Abdelaziz sobre el poder de la regencia de Argel y continuó fortaleciendo sus posiciones en las montañas. Sin embargo, Salah Raïs murió y el regreso de Hassan Pacha permitió el retorno a la paz durante un año. Hassan Pacha entregó la ciudad de M'sila y sus defensas, que comprendían 3 piezas de artillería, a Abdelaziz, manteniendo el control de las contribuciones fiscales.

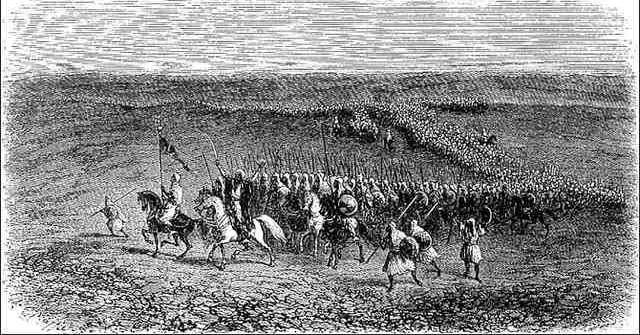
Las tropas de la regencia de Argel se aliaron con el reino de Beni Abbes marchando hacia Oranie

Abdelaziz está así en posesión de la ciudad de M'Sila y levanta un ejército de 6000 hombres de las tribus circundantes para recaudar el impuesto normalmente destinado a los turcos de la Regencia. Hassan Pasha le declaró la guerra en 1559, recuperó a M'Sila sin dificultad y levantó el Bordj de la Medjana y el Bordj Zemoura. Estos dos fuertes y sus guarniciones fueron destruidos inmediatamente por un contraataque de Abdelaziz que también tomó las piezas de artillería para mejorar la defensa del Kalâa. Hassan Pasha, que estaba casado con la hija del  Rey de Koukou, forma una coalición con este último para acabar con el Sultán del Kalâa. Luchó en una batalla frente a la Qala'a en 1559, pero no pudo capturarla y sufrió muchas pérdidas. Sin embargo, su rival, el sultán Abdelaziz, murió el segundo día de los combates y su hermano, el sultán Ahmed Amokrane, fue nombrado sucesor y repelió la coalición. Esta victoria decisiva del Kalâa hizo que Hassan Pacha abandonara por un tiempo las ambiciones del Kalâa, que tomó como trofeo la cabeza de Abdelaziz en Argel.

### Apogeo del reino a finales delsigloXVI

Conquistas de Ahmed Amokrane al final del siglo XVI

Ya en 1559, el Sultán Ahmed Amokrane organizó su ejército y llamó a los renegados de la regencia de Argel y a los cristianos, a quienes se les permitió vivir de acuerdo con su moral y su religión. Ahmed Amokrane lanzó una campaña en el sur a la cabeza de un ejército de 8000 soldados de infantería y 3000 caballos. Cruzó los oasis de Zab, sometió a Tolga y Biskra y llegó hasta Touggourt donde nombró al jeque El Hadj Khichan el Merbaï, miembro de una tribu que le es fiel: el Hashem. Un pariente cercano de este último, El Hadj Amar, fue investido jeque de los oasis de Tolga y Biskra. Finalmente, designó a un khalifa en el Sáhara, Abd el-Kader ben Dia, que luego puso mucha energía en la defensa de los intereses del Sultán de Kalâa. Ahmed Amokrane estableció un sistema de postes de señales en los puntos más altos, comunicados por fuego en la noche y por humo durante el día, que transmiten información del Sur al Kalâa.
Ahmed Amokrane se dirigió entonces al territorio de Ouled Naïls, que sometió de Bousaada a Jelfa. La fecha de estas expediciones es generalmente alrededor de 1573. Este período constituye el apogeo del reino de Beni Abbès, incluyendo el gobierno y la administración del territorio. En 1580, Ahmed Amokrane no tuvo miedo de enviar a su propio hijo a Argel para dar la bienvenida y ofrecer un regalo a Djaffar Pacha. Sin embargo, en 1590, su influencia fue tal que tribus enteras le pagaron impuestos, lo que constituyó un ingreso fiscal menor para la regencia de Argel. Khizr Pasha entró en la guerra y sitió las Abadías de Kalâa Beni durante dos meses sin poder tomarlas y fue atacado por la caballería de Ahmed Amokrane. Khizr Pasha organizó el saqueo alrededor del Kalâa, cuyas aldeas circundantes estaban completamente arruinadas durante el asedio. Las hostilidades terminaron gracias a la mediación de un morabito, con el pago por parte de Ahmed Amokrane de un tributo de 30 000 douros por un lado y, por otro, la retirada de Khizr Pasha y el mantenimiento de la independencia del Kalâa.
En 1598, fue Aït Abbas de Ahmed Amokrane quien emprendió una expedición y terminó por  asediar Argel. Con la ayuda de los argelinos, consiguieron forzar la puerta de Bab Azzoun y entrar en la ciudad, pero no ocuparla de forma duradera. El asedio duró 11 días.

### Desde elsigloXVIIhasta principios delsigloXVIII

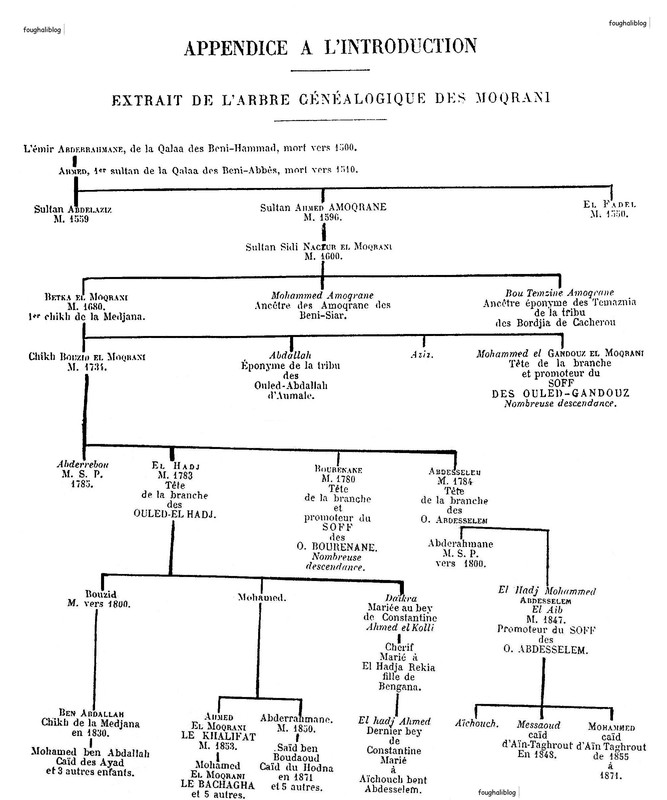

Alrededor de 1600, el sultán de la Kalaá Ahmed Amokrane marchó contra las tropas de Suleiman Veneziano, pachá de Argel, que querían penetrar en Cabilia. Lo derrotó y destruyó el Borj Hamza construido en 1595 en el sitio de Buira, pero murió durante los combates. Dejó el patronímico de Amokrane (en cabila: grande, jefe), más tarde arabizado en Mokrani, a todo su linaje.
Su sucesor fue Sidi Naceur Mokrani, un hombre volcado hacia la religión. Se rodeó de  tolbas y religiosos, permitiendo que los asuntos de su reino decayeran. Este desinterés provocó la ira de los jefes del ejército y los comerciantes de Aït Abbas. Organizaron una emboscada y lo asesinaron alrededor de 1620. Sus hijos se salvaron y el mayor, Si Betka Mokrani, fue acogido por la tribu de Hachem y criado entre ellos. Le ayudan a recuperar su rango de príncipe casándolo con la hija del jefe de la tribu Ouled Madi.

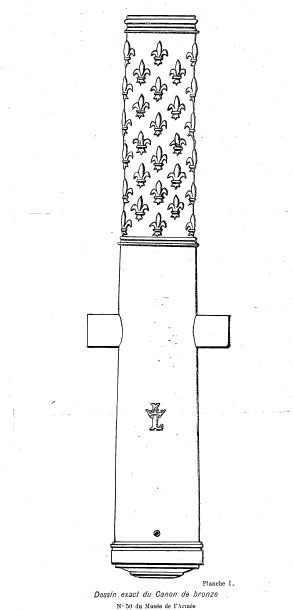

Si Betka participó el 20 de septiembre de 1638 en la gran batalla de Guidjel que oponía a las tribus y a los grandes jefes feudales del Beylik de Constantino a la regencia de Argel y al propio Bey Mourad. Esta batalla condujo a una mayor independencia de los turcos de Argel en el Beylicato de Constantino. Mientras que Betka Mokrani, por su parte, nunca reconocerá su autoridad. Consiguió reconstituir el reino de su abuelo, pero ya no quiso el título de Sultán de Kala y tomó el de Jeque de Medjana. Derrotó a la tribu de Aït Abbas varias veces, pero se negó a volver para establecerse en la Kala. Murió en 1680, en su fortaleza de Borj Medjana y dejó cuatro hijos: Bouzid, Abdallah, Aziz y Mohammed-el-Gandouz.
Se trata del anciano Bouzid Mokrani, descrito como el sultán Bouzid, que ejerció el poder de 1680 a 1735, en las mismas condiciones que su padre, en plena soberanía frente a la regencia de Argel. Además, mantuvo el equilibrio en su familia, de la que sus hermanos entraron temporalmente en disidencia. Ganó dos conflictos contra los turcos de la regencia de Argel, que querían cruzar su territorio a su columna militar para conectar Argel y  Constantina. Basándose en estos éxitos militares, instituyó un derecho de paso llamado ouadia que le permitió monetizar el tránsito por su territorio hasta la regencia de Argel, y en particular gracias a su control sobre el paso estratégico de las  puertas de hierro. Este derecho de paso permanece en vigor hasta la caída de la regencia de Argel en 1830. Este derecho de paso aplicado a los turcos de la regencia de Argel sería de hecho una norma general aplicada a cualquier paso en el territorio del señor del Kalâa que había sido victorioso sobre los turcos en 1553 y 1554, convirtiéndose esta victoria en el amo de facto de Hodna y los Bibans.
El Mokrani de los Beni Abbes participó en la batalla de Jijel en 1664. Como Alí, rey de Koukou, primero rechazaron el paso de las tropas de refuerzo de la regencia de Argel en sus territorios. Sin embargo, incapaces de derrotar a los franceses, formaron una alianza, con vistas a la guerra santa, con el bey de Constantino y el dey de Argel contra los ejércitos del duque de Beaufort, comandante de la expedición de  Luis XIV. Los bereberes intentaron negociar con el duque de Beaufort, que estaba atrincherado en la plaza de Jijel, pero éste rechazó sus ofertas de paz. La expedición terminó con una victoria bereber y turca y un gran fracaso para el ejército de Luis XIV, que sufrió muchas pérdidas, tuvo que abandonar su artillería en el acto y enfrentarse al hundimiento del barco  La Luna a su regreso. Los Mokrani se llevaron como trofeos cuatro cañones troquelados con flor de lis en el Kalâa. Otros cañones de tipo francés se encontraron más tarde en el Kalâa: según la hipótesis más probable, estos cañones datan de la época de  Luis XII, ofrecidos por  Francisco I en Túnez en el marco de su alianza con los otomanos; fueron tomados por  Carlos V y transportados a Béjaïa a principios del siglo XVI cuando estaba en posesión española y luego suministrados a su aliado, el reino de los Beni Abbès. Finalmente, un cañón más pequeño atestiguaría la existencia de una fundición local de armas de pequeño calibre dirigida por un renegado español.

### Disidencia y relación con los Beylicatos de Oriente (finales delsigloXVIIIa principios delXIX)
Tras la muerte de Bouzid Mokrani en 1734, su hijo El hadj Bouzid Mokrani tomó el poder después de que el anciano Aderrebou Mokrani renunció. Tuvo que enfrentarse a la oposición entre otros dos de sus hermanos Buran y Abdesselam Mokrani y su primo Aziz ben Gandouz Mokraninote  creó un disidente que se alió con los turcos: El Ouled Gandouz.
Los turcos de la regencia de Argel querían vengar la masacre en 1737, por el jeque de Medjana, de toda una columna turca y su dignatario en represalia por un crimen de honor. Fortalecidos por la alianza con los Ouled Gandouz y aprovechando las diferencias entre los hermanos aliados Buran y Abdesselam Mokrani, los turcos infligieron una derrota a los distintos Mokrani alrededor de 1740. Tuvieron que abandonar el Medjana y refugiarse en las montañas, El hadj Bouzid se refugió en la Kalâa de los Beni Abbès. Este período constituye el segundo episodio de dominación de la regencia de Argel sobre Medjana después del de 1559. Los turcos tomaron el fuerte de Bordj Bou Arreridj, instalaron una guarnición de 300 jenízaros e invirtieron a su aliado Aziz ben Gandouz Mokrani como kaid, a la cabeza de la tribu de los Madi Ouled.
Los Mokrani vieron con malos ojos esta disminución de su poder y un moqaddem de la hermandad de Chadhiliyya reconcilió a los hermanos entre sí para formar un frente común contra los turcos. Los turcos fueron derrotados, el fuerte fue demolido y los jenízarios sobrevivientes fueron enviados al dey de Argel con una carta que reafirmaba la independencia de los Mokrani. El hadj Bouzid Mokrani reanudó la gestión de la llanura de Medjana y la regencia de Argel reconoció su independencia, abandonando las pretensiones de hacer pagar impuestos a las tribus que formaban el Majzen de los Mokrani. Sin embargo, cada año el jeque de Medjana recibía un caftán de honor de la regencia de Argel y regalos como señal de una cierta protectora. Esta diplomacia permitió a los turcos encontrar pretextos para intervenir en los asuntos de los Mokrani o para reclamar el apoyo de su contingente. El principado dirigido por El Hadj Bouzid constituye un «estado dentro de un estado».
El hadj Bouzid Mokrani casó a su hija Daïkra con el bey de Constantino Ahmed el Kolli y murió en 1783. Su hermano Abdessalam Mokrani le sucedió y su hijo mayor se convirtió en su khalifa (representante). Los Ouled Bourenane y Ouled Gandouz entrarán en la disidencia. Esta disidencia es de nuevo un pretexto para que el bey intervenga en los asuntos de los Mokrani. Los mantiene para debilitar a los Mokrani en su conjunto, sin intervenir militarmente. De hecho, se contenta con hacer que se eliminen entre sí y reconocer, a través de regalos, como jefe del principado (jeque) a quien sea capaz de rendir homenaje.
Los mokrani se convierten así en vasallos del bey, pero de una manera peculiar, porque el bey les rinde homenaje por su paso por su territorio (la ouadia establecida por el sultán Bouzid). El jeque de Medjana tiene el derecho real de hacer justicia y no permite la reconstrucción del fuerte de Bordj Bou Arreridj. En 1806, los mokrani tuvieron que enfrentarse a una revuelta campesina de las tribus Ouled Derradj, Madid, Ayad, Ouled Khelouf, Ouled-Brahim y Ouled Teben en 1806, dirigida por un cierto jeque Ben el Harche. Ben el Harche, un clérigo derrotó al ejército del bey Osmane que murió en la lucha en 1803. Se estableció en Jebel Megris, pero murió en batalla en 1806, después de dos batallas contra los Mokranis, apoyado por una columna turca del bey.
Tras varias luchas fratricidas, en 1825 sólo quedaban dos soffes Mokrani con peso político real: el Ouled el Hadj y el Ouled Abdesselem. Estos dos grupos fueron liderados por Ben Abdallah Mokrani, entonces jeque de Medjana. El nombramiento de Ahmed Bey a Constantino en 1825, él mismo un pariente de los Mokrani, fue para revivir ciertas disputas de clanes en Medjana; Ahmed Bey hizo eliminar algunos Mokrani antes de ser derrotado por los restantes disidentes de los Ouled Bourenane y Ouled Gandouz.
Ben Abdallah Mokrani tenía dos tenientes, Ahmed Mokrani y su primo Abdesselem Mokrani. Le confió a este último la tarea de recaudar impuestos en Ouannougha. Esta lucrativa carga es codiciada por Ahmed Mokrani, que será el punto de partida de una rivalidad que durará hasta la llegada de los franceses. Los dos tenientes del jeque de Medjana formaron parte de los contingentes de Ahmed Bey para ayudar al dey de Argel en 1830.

### La caída

#### Después de la captura de Argel
La noticia de la caída de Hussein Dey se difundió rápidamente por todo el país, a través del regreso de los contingentes derrotados a las tribus. Al no tener la oligarquía turca ninguna simpatía, una serie de levantamientos y disturbios amenazaban los fundamentos de la sociedad argelina. En este período de agitación, las personalidades políticas se activaron y reconstituyeron los feudos hereditarios y las confederaciones tribales que las políticas de la Regencia habían disminuido. Aparte de las confederaciones tribales establecidas principalmente en las montañas, en las llanuras el elemento Morabito y la nobleza de la espada, djouad - de la que forman parte los Mokrani, competirán para asegurar la hegemonía sobre las masas.
En el oeste, el elemento marabútico triunfó y vio la aparición de la figura del Emir Abd al-Qádir. En el este, los Jujouads, mejor anclados frente a los elementos religiosos y marabúticos, se mantuvieron y con ellos el Beylicato de Constantino. El mantenimiento de los beylicatos se debe en gran medida a la habilidad política de Ahmed Bey y sus asesores, que dependen de los principales jefes feudales de los beylicatos. Sin embargo, en estos tiempos difíciles, no pudo evitar que se formara una fronda de tribu y soff contra él. Abdesselem Mokrani toma la honda en nombre de Ben Abdallah Mokrani, jeque de Medjana, mientras que su primo y rival Ahmed Mokrani seguirá siendo leal a Ahmed bey. Los jefes de las tribus aliadas del bey, incluido el jeque Bengana, lograron convertir o corromper a ciertas tribus rebeldes, lo que condujo a su derrota.
En 1831, Abdesselem Mokrani y sus aliados propusieron entonces a los franceses un reconocimiento de su autoridad a cambio de un apoyo militar que les permitiera librarse de Ahmed Bey. Pero los franceses no respondieron a esta petición. Una carta similar enviada al Bey de Túnez fue interceptada por Ahmed Bey. Abdesselem Mokrani fue finalmente capturado por sorpresa y encarcelado en Constantino. Ahmed Mokrani es investido Jeque de Medjana por Ahmed Bey, en lugar de Ben Abdallah Mokrani que muere. Participó en la defensa de Constantino en 1836 y durante su caída en 1837. Abdesselem Mokrani, su rival, aprovechó la confusión para escapar durante la captura de Constantino en 1837.

#### El período de los califas: entre Abd el Kader y Francia

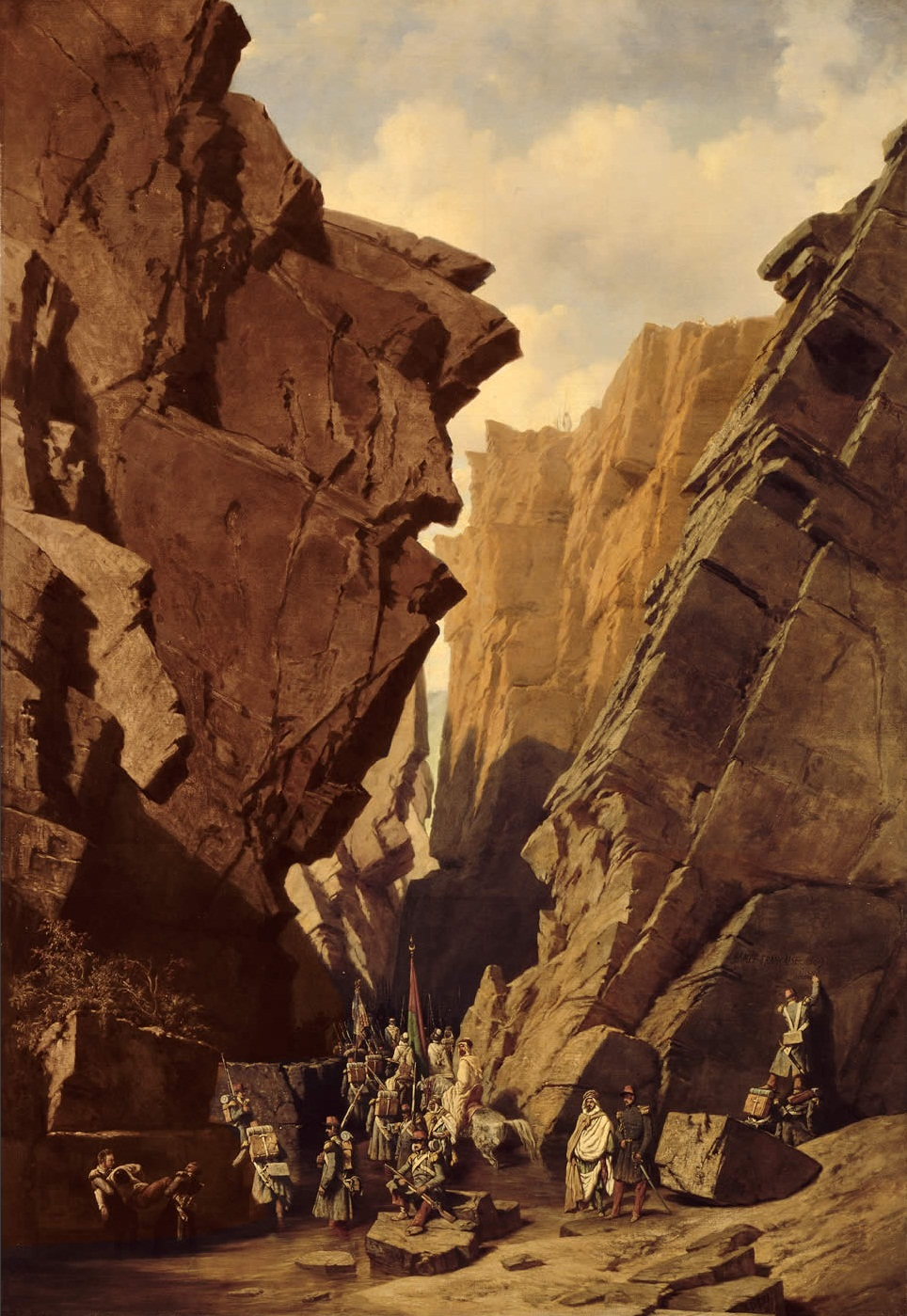
Travesía de las Puertas de Hierro en 1839. Por este pasaje, desde el, la regencia de Argel pagó un derecho de paso: la ouadia

Ahmed Mokrani sigue momentáneamente a Ahmed Bey hacia el sur; su rival Abdesselem Mokrani se aprovechó de ello para tomar posesión de Medjana. Ahmed Mokrani se retiró entonces a la Kalâa de los Beni Abbes, fiel a su campamento. En diciembre de 1837, Abd el-Kader fue a Ouannougha para organizar su presencia en la región que consideraba parte de su reino. Los dos primos rivales Abdesselem y Ahmed se ofrecieron a reconocer su protectorado en sus términos. Dado que Abdesselem Mokrani se encontraba en una posición más favorable, fue él quien resultó nombrado khalifa de Medjana (representante, señor de Medjana). Ahmed Mokrani buscaba derrocar a su primo pero es apoyado por Hashem, los Ouled Madi de Msila y los marabouts. Incluso la tribu de Aït Abbas, aunque era favorable a Ahmed Mokrani, veía una protesta de Ighil Ali, Tazaert y Azrou. Para no ser asediado en su Kalâa, tuvo que refugiarse con la vecina tribu Beni Yadel en El Main.
Terminó capturado por Abdesselem Mokrani que simplemente lo exilió al Hodna. Ahmed Mokrani se presentó a finales de julio de 1838 a las autoridades francesas en Constantina. Después de haber recibido una investidura de un kaid, recibió el título de califa de la Medjana el 30 de septiembre en nombre de los franceses que ahora ocupaban Setif. El título de califa estaba reservado a los territorios para los que Francia no ejercía una administración directa y tenía las mismas ventajas que bajo el gobierno del bey. En particular, recaudan el impuesto tradicional en nombre del Estado, tienen una guardia de spahis pagada por Francia y gobiernan a sus súbditos según la ley musulmana. Estos aliados eran valiosos para apoyar la presencia francesa en un país desconocido para ella. En 1838, Abdesselem Mokrani fue depuesto por Abd el-Kader y sustituido por su khodja (secretario) de origen marabútico. Lo que se considera una afrenta para un Jujuad es, sin embargo, aceptado por Abdesselem Mokrani para bloquear a su primo Ahmed Mokrani que extiende sus alianzas e influencia. El califa empujó a los franceses a montar la expedición de las Puertas de Hierro, el estratégico punto de cruce de los Bibans, en octubre de 1839. Ahmed Mokrani reguló a sus vasallos el derecho de paso que las columnas turcas de la regencia de Argel pagaban tradicionalmente a las tribus para que dejaran pasar al ejército francés. Este cruce de las puertas de hierro permitió a Francia establecerse mejor en la región y unir Argel con Constantino. Abdesselem Mokrani estaba sin apoyo real y era víctima de las incursiones de Ahmed Mokrani que reconstituyó su feudo con la ayuda de los franceses. El Emir Abd el-Kader, considerando las Puertas de Hierro como parte de su territorio, declaró la guerra a Francia y los jefes feudales apoyan su acción tras estos acontecimientos. Las consecuencias de la guerra con el Emir son reales en Medjana y Ahmed Mokrani, aliado de los franceses, debió retirarse a la Kala de los Beni Abbe. Los partidarios del Emir fueron finalmente repelidos en 1841. Ahmed Mokrani dirigió su feudo sin tener en cuenta la supervisión de las autoridades francesas y manteniéndose en contacto con el Capitán Dargent con base en Sétif.
Sin embargo, su estatus de gran señor aliado de Francia estaba cambiando. La ordenanza real del 15 de abril de 1845 derogó los decretos de 1838 y lo convirtió en un alto funcionario. Ciertas tribus de Ouled Naïl, Aït Yaala, Qsar, Sebkra, Beni Mansour, Beni Mellikech y Ouannougha fueron desvinculadas de su mando y puestas bajo la supervisión de notables más dóciles o kaid. En 1849, las tribus de Hodna fueron reagrupadas bajo otro comando. Estas medidas disgustaron a Ahmed Mokrani. En este contexto intervino una de las figuras de la resistencia cabila a la conquista francesa: Chérif Boubaghla. No reconocido, en 1851, cruzó la Medjana y la Kalâa del Beni Abbès, luego el Beni Mellikech, todavía sin someterse. Hizo que Ahmed Mokrani, a través de su mayordomo del Kalâa, un tal Djeraba ben Bouda, le entregara una carta. Boubaghla abogó abiertamente por la guerra con los franceses, pero el Califa no lo tomó en serio. El califa Ahmed Mokrani apoyó perezosamente a las columnas francesas para derrotar a Chérif Boubaghla en 1854. Aprovechó la ocasión para castigar a ciertos pueblos de los Aït Abbas antes leales a su antiguo rival Abdesselem, acusándolos de apoyar a Boubaghla. Murió en 1854 en Marsella cuando regresaba de una visita a Francia y su hijo Mohamed Mokrani se llamaba Bachagha.

#### Colapso de la autoridad de Mokrani y la revuelta

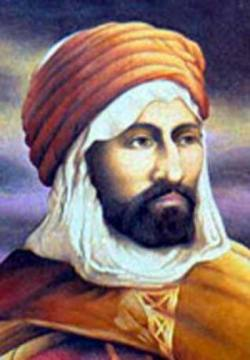
Retrato del bachagha Mohamed Mokrani

El título de bachagha es una creación de las autoridades francesas y un estatuto intermedio entre los caïds y el khalifa; el estatuto de este último, todavía demasiado importante, está destinado a ser abolido. Continúa el nombramiento por las autoridades francesas de caudillos y comandantes de tribus bajo la autoridad del califa Ahmed Mokrani. En 1858, las multas recaudadas a su nombre y por su cuenta debían ser pagadas al tesoro francés. El impuesto del zekkat fue instituido en la región de Bordj Bou Arréridj cuando ya se pagaba en especie (alimentos, mercancías...) a los mokranis. La tribu makhzen de los Hashem también debe pagar los impuestos achour y zekkat, entonces los mismos Mokrani están sujetos a ello por la generalización de la regla. Sin embargo, en 1858 y 1859, se les eximió con el pretexto de las malas cosechas, de hecho para evitarlas políticamente. Finalmente, los ucranianos, que eran los sirvientes y administradores de los Mokrani, fueron reemplazados por alcaide o jeques que estaban directamente bajo la administración colonial. En 1859 y 1860 se abolieron los derechos judiciales de los jefes feudales y el derecho de khedma. Desde la época del bey, este consistía en el derecho a una gratificación de cualquier particular a favor del portador de una carta u orden de servicio del Estado makhzen. Estas medidas provocan un descontento general entre los jefes tradicionales aliados de Francia, pero éstos quieren evitar un conflicto armado desfavorable y todavía esperan que las autoridades francesas acaben confiando en ellos para la administración del territorio. El tranquilizador discurso oficial del gobierno francés y de  Napoleón III sobre el papel del feudalismo argelino no es convincente, ya que no se sigue en la práctica. La transición de la administración militar a la civil decide que el bachagha deje sus funciones. Alrededor de 1870, la idea de la revuelta se abrió paso hasta Mohamed Mokrani, quien hizo que los diversos kaids bajo su autoridad fueran advertidos.
Paralelamente a la situación política, en el plano social, los años 1865 y 1866 fueron un verdadero desastre para los argelinos, que se refirieron a esos años en árabe como am ech cher: «los años de la miseria». De hecho, una invasión de langostas en el Tell, luego una sequía que sumió al país en la hambruna, seguida de epidemias de cólera, y luego de tifus. Los señores feudales revelaron entonces su papel en el apoyo a la población vaciando sus silos personales y, una vez agotados, pidiendo prestado. Estos préstamos pondrían a Mohamed Mokrani en dificultades.

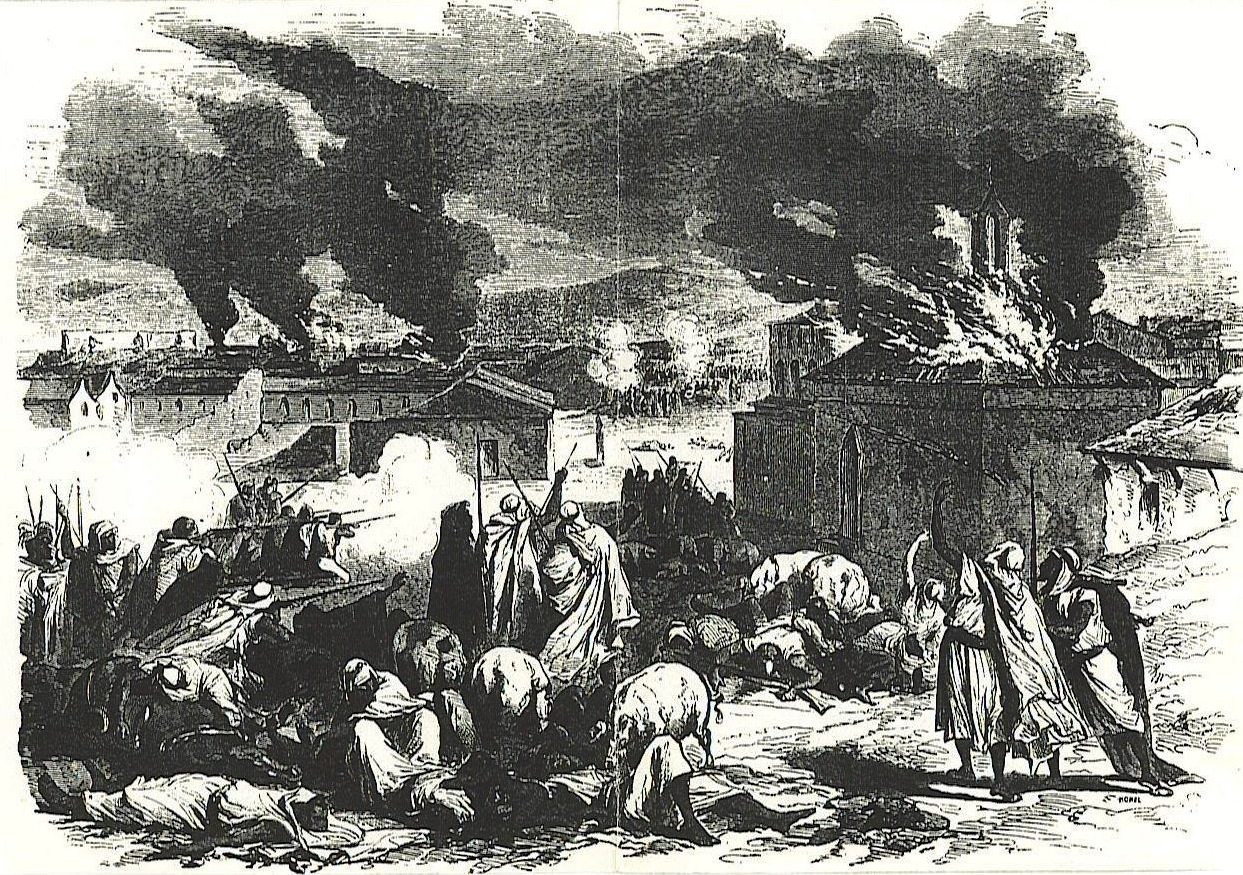
Asedio de Bordj Bou Arreridj en 1871.

El 15 de marzo de 1871 Mohamed Mokrani se unió a la revuelta de los spahis en el este de Argelia. Lanzó 6000 hombres sobre Bordj Bou Arréridj, una aldea de colonos que sitió e incendió. El 8 de abril de 1871, fue la hermandad de los Rahmaniya a través de su líder el jeque Aheddad quien entró en la revuelta. El este de Argelia, desde los alrededores de Argel hasta Collo se eleva, con 150 000 cabilas en el apogeo de la insurrección. Las divisiones entre feudales y religiosas, pero también entre tribus, obstaculizan la eficacia del movimiento. El ejército francés se organiza, frente a insurgentes ciertamente numerosos, pero a menudo mal armados, logra despejar los numerosos lugares sitiados. Mohamed Mokrani murió el 5 de mayo de 1871 en Oued Soufflat (hacia Bouira) durante una batalla contra el ejército francés y su cuerpo fue trasladado inmediatamente al Kalâa. La rendición del Kalâa, una fortaleza inexpugnable de los Mokrani desde el siglo XVI, tuvo lugar el 22 de julio de 1871. Boumezrag Mokrani, sucesor y hermano de Mohamed Mokrani, se esforzó por continuar la lucha en Cabilia y luego en Hodna. Tratando de escapar con su familia a Túnez, fue finalmente arrestado en Ouargla el 20 de enero de 1872. La represión, la confiscación de tierras así como de la propiedad de los Mokrani, supuso la aniquilación definitiva de su papel político y su control sobre la región.

## Relaciones y diplomacia

### Relaciones con el Reino de Koukou y España
El reino de las Abadías de Beni debe su fundación a la retirada del emir hafsí de Bejaia, Abderrahmán, en 1510 tras la toma de la ciudad por los españoles al mando de Pedro Navarro. Abderrahmane se retiró a las Altas Mesetas, tierra de surgimiento de las dinastías ziríes y luego hammadíes en la Edad Media. Estas posiciones también le permitieron protegerse de las incursiones españolas y organizar la resistencia para evitar que entraran en el país. Sin embargo, con la llegada y luego la creciente influencia de los turcos en Argel, estableció gradualmente relaciones con los españoles estacionados en Bejaïa, entonces una alianza. Esta alianza provocará la hostilidad de la regencia de Argel, que envía en 1516 una expedición contra el sultán de Kalâa que provocará una ruptura con los españoles. Tras la captura de Bejaïa por Salah Raïs en 1555, Abdelaziz adquirió artillería y acogió a una milicia de 1000 españoles para reforzar su ejército, en particular para la batalla del Kalâa de Beni Abbès en 1559.
El reino de Koukou, establecido en Cabilia al otro lado del valle de Soummam, rivalizará con el reino de Beni Abbès en el control de la región. Esta división beneficiará a los turcos de la regencia de Argel. De hecho, el reino de Koukou, dirigido por Belkadi, se alió con los turcos en la empresa de establecer la regencia de Argel, antes de la fecha de 1519. En esa fecha, Belkadi, para contrarrestar la influencia de la regencia de Argel, se alió con el sultán hafsí de Túnez e infligió una severa derrota a Khayr ad-Din Barbarroja. Esta victoria le abrió las puertas de Argel de 1519 a 1527. Estos eventos no contribuyeron a un acercamiento duradero entre los dos reinos cabilas. En 1559, el reino de Koukou y la regencia de Argel incluso formaron una coalición para contrarrestar la creciente influencia del Sultán de Kalâa. El reino de Beni Abbès tuvo embajadores en la corte española, pero también en la corte otomana, haciendo del cabila una lengua presente en el extranjero.

### La Regencia de Argel
En el siglo XVI, el Sultán de Kala siempre despertó la preocupación de la regencia de Argel, dada su importante influencia en Cabilia, las Tierras Altas y el Sahara. A principios del siglo XVI fueron aliados frente al reino de Koukou que ocupaba Argel (1520-1527), pero también en las expediciones de Tlemcen y Touggourt (1551 y 1552). Sin embargo, a pesar de estas alianzas entre los pashas de Argel y los sultanes del Kalâa, los conflictos militares fueron numerosos a finales del siglo XVI y continuaron hasta el siglo XVII. La regencia de Argel no pudo tomar el Kala y se contentó con que se reconociera su predominio, a menudo mediante el pago de una tribu.
En el siglo XVII, el sultán Buzid, gracias a sus éxitos militares, impuso a la Regencia el pago del derecho de paso de la Ouadia y reafirmó la independencia del dey de Argel. El reino controlaba el paso estratégico de las Puertas de Hierro -llamado tiggoura en cabila y Bibans en árabe- que es un punto de paso obligatorio en la carretera que une Argel con Constantino. La regencia de Argel tuvo que pagar un tributo por el paso de sus tropas, dignatarios y comerciantes. De hecho, era el único lugar de Argelia en ese momento en que el poder del Majzen de la regencia rendía homenaje a las poblaciones locales que no estaban sometidas a él. Laurent-Charles Féraud (1872) cita al viajero francés Jean-André Peyssonnel, quien en 1725, cuando viajó a Argelia, observó que:

Estas tropas [la milicia turca], tan temibles en todo el reino, se ven obligadas a bajar sus estándares y armas, pasando por un desafortunado estrecho llamado la Puerta de Hierro, entre escarpadas montañas. La nación conocida como Benia-Beid [Beni-Abbas], que habita en estas montañas, los obliga a someterse [...] y todavía se consideran afortunados de estar en paz con ellos, de lo contrario habría que atravesar el Sahara para llegar de Argel a Constantino. »

Esta relativa independencia de la Regencia duró hasta finales del siglo XVIII cuando las divisiones y luchas internas entre Mokrani llevaron a que la mayoría de ellos fueran vasallos del Beylik de Constantino, quien les otorgó los títulos de reyes para gobernar sobre ciertas tribus del Altiplano en nombre del Beylik de Constantino. El propio Jeque de Medjana es considerado un gran vasallo del Bey de Constantino y recibe regalos de gratitud si puede rendirle homenaje. Sin embargo, administra su dominio como le parece conveniente y ejerce los derechos reales de la justicia alta y baja. La Regencia siguió pagándole el derecho de paso de la ouadia e impidió que la Regencia reconstruyera el fuerte de Bordj Bou Arreridj. El Bey de Constantino, lejos de ignorar las ramas menores o expulsadas de los Mokrani, los apoyó para mantener las divisiones de los Medjana y así evitar que el Jeque constituyera un peligro para su autoridad en los beylicatos.
La alianza matrimonial entre los Mokrani y la familia de Ahmed Bey (él mismo descendiente de Mokrani), sumió a Medjana un poco más en la confusión. El nombramiento de Ahmed Bey en 1825 en Constantina, despierta las disputas internas entre los Mokrani, de las que Ahmed Bey espera beneficiarse. Sin embargo, Ben Abdallah Mokrani se mantuvo como jeque de Medjana y recaudó impuestos en Ouannougha.

### Relación con el Sahara
Ya en el siglo XVI, el Sultán Ahmed Amokrane empujó a sus tropas al Sahara donde se enfrentaría a la confederación de los Douaouidas y reduciría sus dominios. Logró asegurar la lealtad de varias tribus y nombró un califa. Sin embargo, el control sobre los Zibans, Ouargla y Touggourt se desvaneció tan pronto como Ahmed Amokrane murió y su sucesor Sidi Naceur abandonó las regiones del Sahara. Por lo tanto, era el jefe de los Douaouidas, Ahmed Ben Ali, conocido como Bou Okkaz, Sheikh el Arab, quien controlaba la región gracias al declive de los Mokrani. Dio a su hija en matrimonio con Sidi Naceur y su nieto Ben Sakheri, con la ayuda de los Mokrani, salió victorioso en la batalla de Guidjel oponiendo el bey de Constantino a las tribus bajo su mando.
Durante los siglos siguientes, se mantuvieron las relaciones comerciales entre los Aït Abbas y los Aït Yaala y los oasis del sur, en particular Bousaada.

## Sociedad y cultura

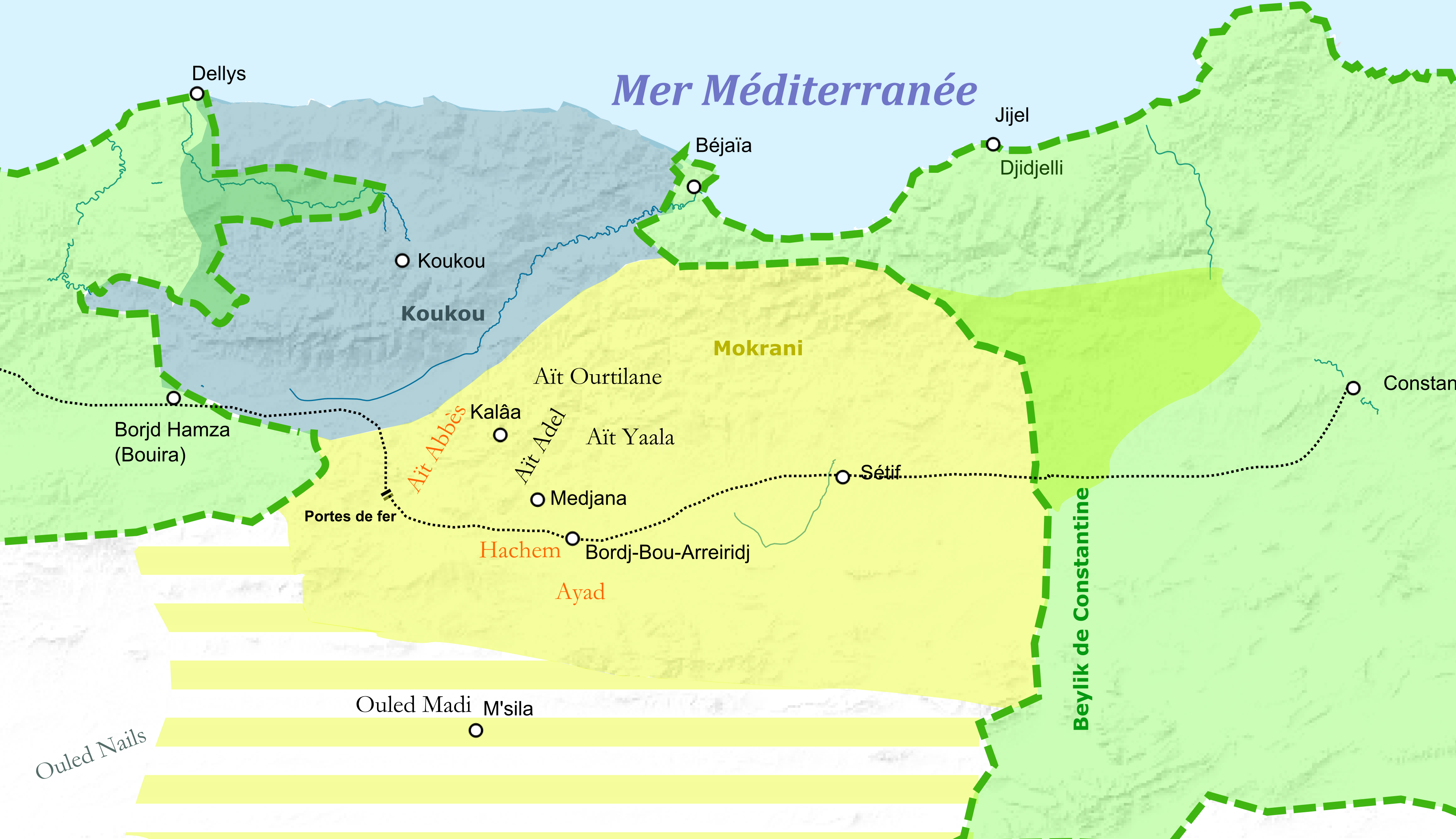
Territorio y principales tribus bajo la autoridad de Mokrani, las cuales tribus Majzen están marcadas en naranja (siglos y)

### La sociedad tribal y de las aldeas
La antigua sociedad cabila es un conjunto de «repúblicas de aldea», que gestionan sus asuntos en torno a asambleas de aldea (tajamâat), todas ellas agrupadas en tribus. Estas tribus mantuvieron vínculos con las dinastías medievales locales, Ziríes, Hamaditas y luego Hafsíes. La toma de Bejaïa por los españoles no extinguió los vínculos entre las tribus, debido a la fundación de señoríos designados por los españoles como los "reinos" de Aït Abbas, Koukou y Abdeldjebbar. Los vínculos entre ellos y Túnez - entonces una ciudad hafsí - se prueban durante el siglo XVI. La cuestión de la existencia de los reinos de Koukou y Beni Abbès surgió en una sociedad en la que la división en varias repúblicas celosas de su independencia fue la regla hasta el siglo XIX. La sociedad cabila ha conocido otros cacicazgos antes de estos reinos. Durante la época hafsí en 1340, una mujer ejerció el poder, asistida por sus hijos, en el Aït Iraten.
En efecto, la cuestión de los reinos cabilas plantea la cuestión de su relación con otros "Estados" y "Ciudades" por un lado y su relación con la estructura tribal por otro. Los Cabilas están estructurados en comunidades rurales que deben asegurar su autonomía frente a la hegemonía de los señores, en particular en lo que respecta a la fiscalidad y el control de los recursos, como los bosques y su riqueza. En otro nivel, estas comunidades también deben apoyar a los señores ante la presión de un «estado central», el de la regencia de Argel. Las tribus de Beni Abbas, Hashem y Ayad tienen la reputación de ser la tribu makhzen de los Mokrani y los deys que reconocen tácitamente la independencia de los Mokrani, no reclaman impuestos de estas tribus.
El papel y la estructura de las "repúblicas aldeanas" cabilas, en torno al tajmâat, sin ser un particularismo cabila o una estructura inmutable de la sociedad cabila, se debería a la caída del Estado hafsí en esta región. Este papel del tajmâat condicionó la relación de Cabilia con los estados centrales. Su existencia debe situarse en su contexto magrebí para lograr una mayor coherencia y no ser vista como una particularidad, sino como una estructura común en el Magreb que, en el contexto histórico de Cabilia, ha asumido un papel importante.
Los Mokrani, llamados en cabila Aït Mokrane, constituyen una aristocracia guerrera, que socialmente experimentará la competencia de los movimientos religiosos: es el caso, en particular, de la familia Ben Ali Chérif en el valle del Soummam. Cabe señalar también el importante papel de las hermandades y marabouts, incluida la Rahmaniya, fundada en 1774, que iba a ganar influencia en Cabilia. Fue con el apoyo de esta hermandad que Mohamed Mokrani inició la revuelta de 1871, cuyo fracaso marcó definitivamente el fin del papel político de Mokrani en la región.
Hocine El Wartilani, un erudito del siglo XVIII, de la tribu de Aït Ourtilane, dio su opinión en 1765, que debía ser compartida entre el pueblo cabila sobre el poder de los mokrani, según la cual estos últimos "tiranizan" para vengarse de la pérdida de su supremacía en la región, dependiente de la Regencia, y desde el asesinato de su antepasado Sidi Naceur Mokrani hacia 1600, sus descendientes ejercerían una forma de venganza sobre la región.
Por otra parte, los Mokrani, basándose en el uso de sus antepasados, Imgharen Naït Abba, ayudaban a las poblaciones proporcionando un mínimo a los que llegan al Kalâa. Esta tradición se remonta a los primeros príncipes de los Aït Abbas. También parece que la tribu de los Aït Abbas fue fundada al mismo tiempo que el reino del Kalâa, poco después de la toma de Bejaïa en 1510. En efecto, los emires hafsíes de Bejaïa, antepasados de los mokrani, asentados en el Kalâa, reunieron una nueva tribu alrededor de su centro de poder. El reino de Beni Abbès representa en la región la ausencia de una ruptura total del vínculo con el Estado, establecido desde hace mucho tiempo en particular con los hafsíes (1230-1510), los almohades (1152-1230) y los hammadíes (1065-1152)70. Las invasiones hilalianas del siglo XI, que reavivaron el nomadismo, y más tarde la política administrativa y bélica de la regencia de Argel, tendrán el efecto tardío e indirecto de "retribalizar" a Cabilia, donde bajo la cobertura del seudoestado se han mantenido las estructuras tradicionales. En el siglo XVII, la sociedad cabila se caracterizó profundamente por la afluencia de personas que huían de la autoridad de la Regencia, lo que le dio el carácter de región montañosa superpoblada que conservó hasta la independencia de Argelia. Louis Rinn, detalla la fragmentación de los Mokrani en diferentes campamentos, cacicazgos y mandos tribales rivales a partir del siglo XVII, reduciendo el área de influencia real de los jefes de las abadías de los Beni y los Medjana y haciéndolos en menor medida dependientes de la Regencia de Argel desde finales del siglo XVIII y especialmente en el siglo XIX.

### Cultura erudita

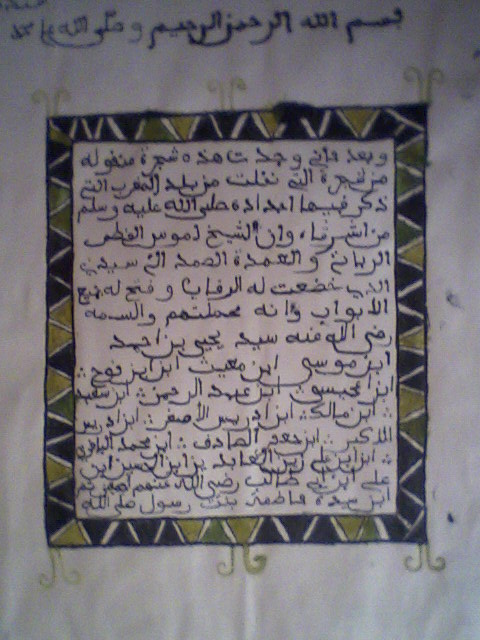
Copia de un antiguo manuscrito sobre la genealogía de San Sidi Yahia El Aidli

La cabilia está formada por una red de zaouïas, sede de un verdadero conocimiento escrito en una sociedad marcada por la oralidad bereber. Esta «Cabilia escrita» es una verdadera «montaña aprendida». El caso más llamativo es el de la tribu Aït Yaala, cuya reputación es alabada por un proverbio local: En la tierra de los Beni Yaala, los ulemas crecen como la hierba en primavera. Algunos no dudan en comparar el nivel de erudición del Aït Yaala con el de las universidades de Zitouna (Túnez) o Qaraouiyine (Fez). En el plano político, la tribu Aït Yaala estaba vinculada al jeque de Medjana, que nombró a los reyes de la región.
Esta tradición literaria de la época debe situarse en su contexto geográfico. En efecto, la montaña siempre ha desempeñado un papel importante para la llanura por la exportación de excedentes de producción, migración estacional, etc. y Cabilia está en la interfaz de las grandes ciudades costeras como Bejaïa, Argel, Dellys.... El contexto histórico también es importante. En efecto, la implantación de la escritura académica en un lugar en el que no se espera necesariamente (interior montañoso) estaría vinculada a factores históricos: la intensa relación en ese momento entre las montañas y las ciudades cercanas y el uso de las montañas cabilas como refugios por parte de élites de todo tipo en períodos de crisis o guerra. En efecto, cabe destacar el papel capital de Bejaia como centro intelectual del Magreb central y los vínculos con Andalucía y la afluencia de refugiados andaluces. Este estado del uso de la palabra escrita en la interacción del interior con las ciudades sería, por lo tanto, anterior al período otomano.
El uso de la palabra escrita en el país cabila va más allá del marco del uso académico. En el momento de la colonización, en el siglo XIX, casi todos los Aït Yaala tenían ya títulos de propiedad o contratos redactados por cadíes o eruditos locales. Féraud también informa de que las escrituras de propiedad expedidas por la administración de Ahmed Amokrane a los fellahs se encontraron en las casas de unos pocos individuos en el siglo XIX. La exhumación de la biblioteca del jeque El Mouhoub, que data del siglo XIX, confirma esta implantación de la palabra escrita en el país bereber, con una colección de más de 500 manuscritos de diversos orígenes y épocas que tratan de temas variados: fiqh, adab, astronomía, matemáticas, botánica, medicina.
A nivel de la tribu Aït Yaala, se hace referencia a las bibliotecas en cabila con el nombre de tarma, palabra que probablemente es de origen mediterráneo (porque es común desde Irak hasta Perú designar las bibliotecas) y que daría testimonio de la contribución de los refugiados andaluces o de los estudiosos de Bejaweed, pero también del desplazamiento de los estudiosos locales. Estos elementos indican que los pueblos, lejos de estar encerrados en sí mismos, están conectados con el mundo.93. Estas contribuciones e interacciones con el saber hacer del mundo mediterráneo (bejaoui, andaluces, judíos, etc.) se encuentran también en la artesanía de Guergour (alfombras, platería, etc.). Sin embargo, lejos de ser sólo un receptáculo del conocimiento mediterráneo, las montañas cabilas interactúan con otras regiones.
La Kalâa des Beni Abbès, apodada en cabila l'qelâa taƐassamt, «Kalâa la maravillosa», es también una ciudad prestigiosa de esta región. De hecho, el Kalâa y la cordillera de Bibans son también la sede de un activo medio intelectual.

## Arquitectura

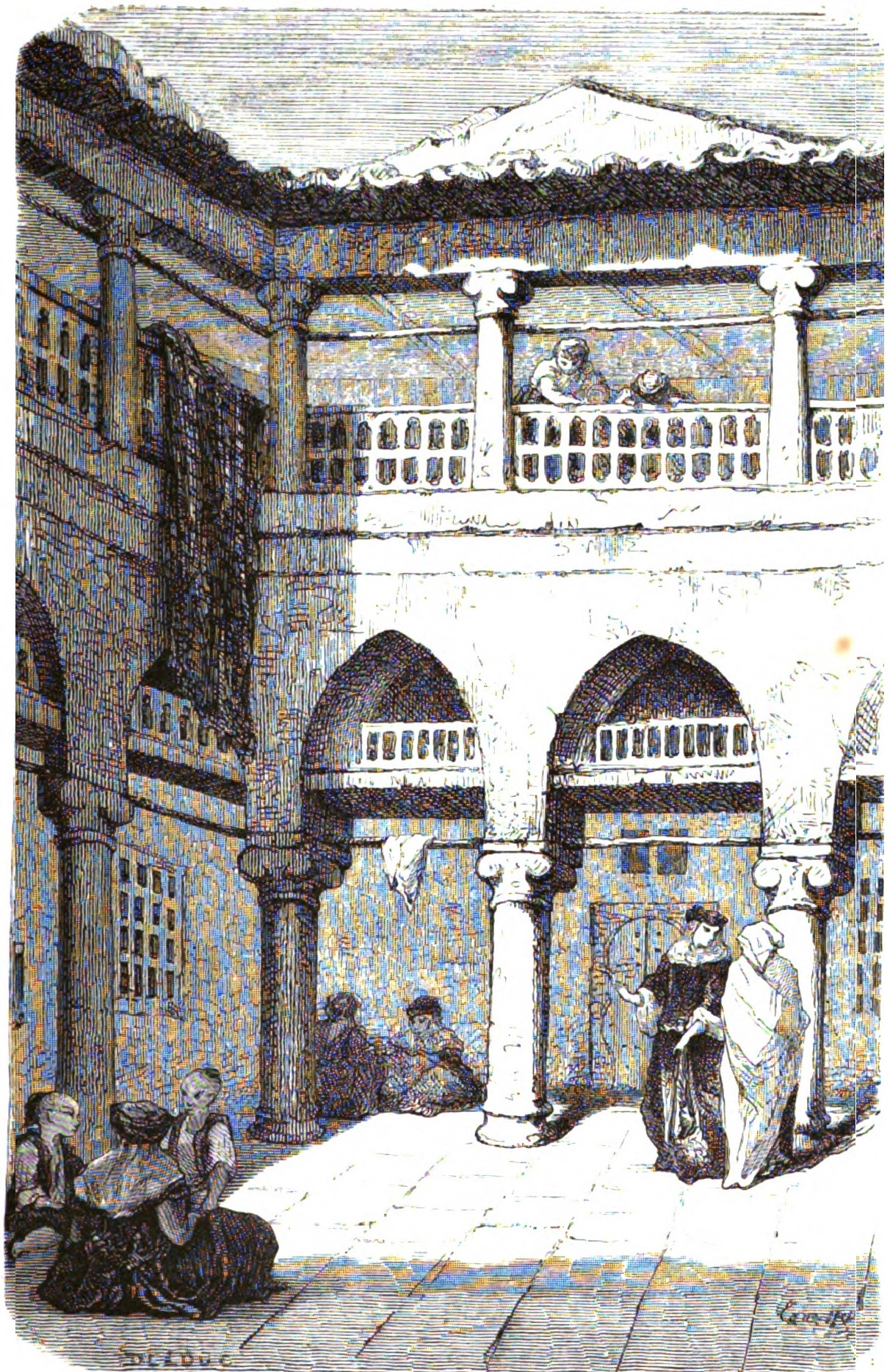
Patio de una casa en Kalâa (c. 1865)

Los pueblos de Aït Abbas presentan una arquitectura y un cierto refinamiento urbano que contrasta con su estatus de pueblo cabila. Este refinamiento sería esencialmente debido a su floreciente pasado de la época del reino de Beni Abbès. Las casas de Ighil Ali son similares a las de la Kasbah de Constantino; las casas están escalonadas con balcones y arcadas. En términos urbanos, las calles son estrechas y pavimentadas, contrastando con la facilidad de las casas. Los portales son de madera dura, tallados con rosetas y varios motivos. Las casas del Kalâa se describen como hechas de piedra y cubiertas con azulejos. Según Charles Farine, que visitó el Kalâa en el siglo XIX, las casas del Kalâa son espaciosas, con patios, a la sombra de los árboles y las plantas que trepan por las galerías. Las paredes están cubiertas de cal. El Kalâa sigue la arquitectura de las aldeas cabilas, muy ampliada y completada con fortificaciones, puestos de artillería y de vigilancia, cuarteles, armerías y establos para las unidades de caballería. El Kalâa también tiene una mezquita de arquitectura bereber-andaluza que aún se conserva. Las obras militares fueron realizadas principalmente por Abdelaziz El Abbès en el siglo XVI, como la kasbah coronada por cuatro cañones de gran calibre, y la muralla circundante construida tras la primera expedición otomana en 1553. Sin embargo, hoy en día, el Kalâa está en un estado ruinoso debido a los bombardeos durante los conflictos con el ejército francés y tres quintas partes de los edificios están en ruinas.

## Economía

### Recursos naturales y agricultura
La antigua economía cabila de la combina recursos naturales pobres y una alta densidad de población. Este equilibrio se conoce desde la época de Ibn Jaldún. Antes de la presencia francesa, la producción es esencialmente alimentaria en una zona montañosa limitada. Este modo de producción está sujeto a desastres naturales como sequía, o acontecimientos políticos, conflictos y guerras. La viabilidad del sistema sólo puede entenderse a la luz de la organización social, del linaje y de la tierra.
La economía de los Aït Abbas y la economía cabila en general otorga un lugar importante a la arboricultura y la horticultura, que ofrecen pocos recursos y, por lo tanto, una intensa actividad comercial y manufacturera. Los mokrani, que inicialmente se establecieron en las cercanías del Kalâa en el siglo XVI, se convirtieron en los amos de Medjana, conocido en cabila como Tamejjant, en el sur, cuyas extensiones son fértiles. Los Aït Abbas cultivan en abundancia el olivo por su aceite, útil para el comercio y la artesanía. También se cultivaban y secaban cereales, higos y viñas. Su territorio también produce un gran número de chumberas. También se practica la ganadería y se proporciona una cantidad importante de lana. La antigua economía cabila se basa en una especie de división del trabajo y un flujo de intercambio entre las montañas y la llanura, especialmente las ciudades. En tiempos de paz, estos intercambios benefician enormemente al pueblo cabila. El trabajo agrícola movilizaba a una familia, sin recurrir a la mano de obra externa, salvo en los casos en que se requería la ayuda mutua entre distintas familias: esta es la práctica del tiwizi. La escasez de tierras agrícolas obliga a los agricultores a desarrollar incluso la más pequeña parcela de tierra mediante combinaciones de cultivos. Los árboles y las hierbas desempeñaron un papel importante, permitiéndoles producir frutas, aceite de oliva y practicar la ganadería (ovejas, cabras y ganado). Las asociaciones con los terratenientes de las llanuras proporcionaban trigo y cebada como alimento básico. El Kalâa, por su parte, encontró sus recursos agrícolas en la llanura de Medjana, que es conocida por su fertilidad. Una rama menor y marabútica del Mokrani, de los alrededores de Bejaia, también reina sobre la explotación local de la madera en nombre de la flota otomana: la karasta.

### Comercio

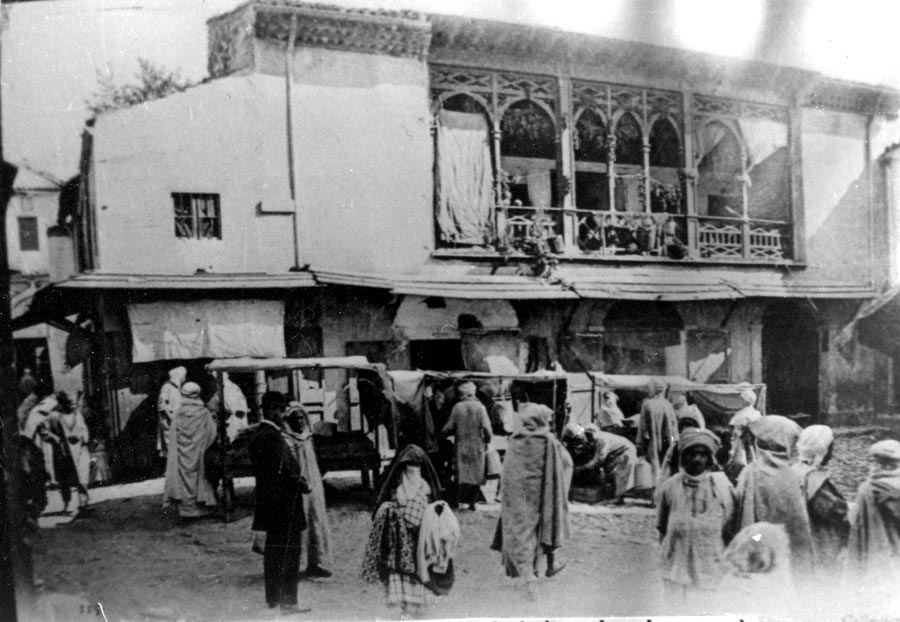
Fondouk Aït Abbas de Constantina a finales del siglo XIX

El reino de los Beni Abbès controla el paso estratégico de las puertas de hierro en el camino entre Argel y  Constantina. Desde el siglo XVII, la Regencia ha pagado un derecho de paso: la ouadia, que es una fuente de ingresos para los Ait Abbas y los Mokrani. El Kalâa también está situado en el triq sultan, el camino real que une el sur con la ciudad de Bejaïa, desde la Edad Media, el del mehalla. Las conquistas de Ahmed Amokrane hacia finales del siglo XVI abrieron muchas salidas hacia el sur ( Ziban, Touggourt...). Sin embargo, debido a la inacción política de Sidi Naceur que llegó al poder en 1600, los vínculos con las tribus del sur se aflojaron y recuperaron sus hábitos de independencia. Las conquistas de Ahmed Amokrane perdidas de esta manera son otras tantas salidas comerciales menos para los Aït Abbas y las tribus saharauis todavía bajo la autoridad del Kalâa, donde el comercio ocupaba un lugar muy importante. Estos malos tratos los llevaron a hacer asesinar al Sultán Sidi Naceur.
El lugar del comercio en la economía local significa que los comerciantes (ijelladen) atravesaban todo el espacio argelino. Desde principios del siglo XVI, el comercio de granos con los españoles, sin salida al mar en Bejaïa, está atestiguado. A medida que el reino se extendía hacia el sur, una de las rutas comerciales también concernía a esta región, un relevo para el comercio transahariano. Una de las principales ciudades afectadas era Bou Saâda y M'sila, una escala en su ruta, frecuentada por comerciantes de los Aït Abbas, Aït Yaala y Aït Ourtilane, pero también fuera del dominio Mokrani, por comerciantes de los Zouaouas. Las tribus cabilas exportaban aceite, armas, burnous, jabón y utensilios de madera, e importan lana, henna y dátiles. El comercio se realiza también con las ciudades bajo la regencia de Argel, en particular con Constantino, que ve llegar a comerciantes de Aït Yaala, Aït Yadel y Aït Ourtilane. Los artesanos de armas de los Aït Abbas abastecieron a Ahmed Bey. Como las tribus de Aït Yaala y Aït Ourtilane, los Aït Abbas tienen un funduq en Constantino. Los Aït Yaala también tienen uno en Mascara. Sin embargo, los mercaderes preferían el puerto de Bejaïa, que es su mercado natural y se abre hacia el mar. Por último, más allá de la regencia de Argel, los Aït Abbas y Aït Ourtilane fueron a comerciar hacia Túnez y los productos burneos, incluidos los burneos a rayas de los Aït Abbas, fueron apreciados hasta Marruecos. Los Aït Abbas eran los más conocidos por el comercio y están presentes en muchas ciudades. El comercio también puede utilizarse para traer materiales de alta calidad, como los hierros de Europa, importados por la regencia de Argel y preferidos a los hierros locales de menor calidad. Internamente, las tribus también tienen en sus territorios zocos semanales (plural leswaq), que desempeñan un papel en el comercio interno. Para los Aït Abbas, hay cuatro, incluyendo uno los jueves en el Kalâa. Los Aït Abbas y las tribus lejanas, fuera de Cabilia, frecuentaban el zoco de Medjana, cerca de Bordj Bou Arreridj los domingos.

### Artesanía

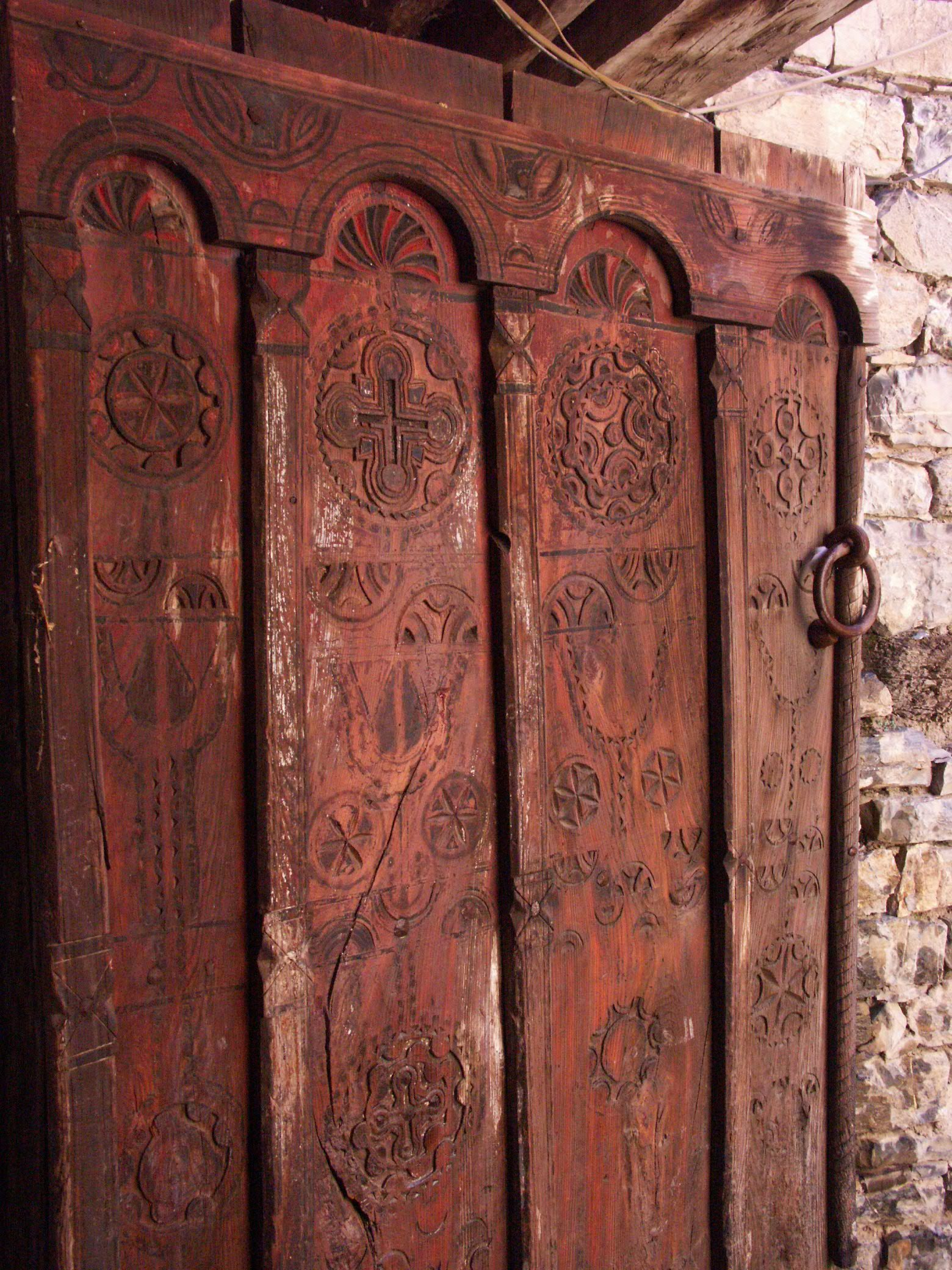
Puerta de la región de Ighil Ali

Además de cultivar la tierra, las tribus cabilas siempre han fabricado localmente lo que necesitaban, a la vez que alimentaban su comercio exterior con estos productos manufacturados. La transformación de los metales, incluido el hierro, existía en varias tribus, algunas de ellas especializadas como los Aït Abbas. Esta actividad, muy extendida, satisfacía las necesidades de la agricultura, que requería herramientas e instrumentos a diario. Los iḥeddaden (herreros) mostraron gran habilidad y su producción fue variada. La presencia de bosques en Cabilia permitía actividades relacionadas con la explotación de la madera. En cuanto a los metales, los usos agrícolas y domésticos (telares, etc.) conciernen a muchos productos. También hay fabricación de carpintería y objetos de arte (puertas, techos, cofres y muebles tallados). Cabe señalar también que ciertas especies se exportan a los astilleros otomanos, o a Túnez y Egipto. El tejido de lana también está presente en todas las casas, donde es practicado principalmente por las mujeres. Resulta en la producción de ropa (burnous), alfombras y mantas. Por último, otras actividades como la alfarería, la cestería y la talabartería son por lo menos tan importantes, y existe una fabricación local de jabón, tamices, azulejos, yeso y una explotación de la palmera enana.
La tribu Aït Abbas es conocida por ser rica y comercial, pero también por ser industriosa. La riqueza de los Mokrani se mantiene en el Kalâa, pero es probable que se invierta en el comercio y la artesanía, donde es probable que produzca riqueza. Según Ernest Carette, son para el  Tell lo que los  Mzab son para el Sahara. La actividad principal es la fabricación de burdeles a rayas, que son muy apreciados, tejidos por mujeres y cosidos por hombres con el mayor cuidado y limpieza. El Jabón Negro en sí no es raro y se fabrica en cantidad en todos los pueblos de los Aït Abbas, por un lado gracias a la abundante presencia del olivo y por lo tanto del aceite de oliva y la sosa obtenida de las cenizas de  mirto. Además, los Aït Abbas también tienen industrias de armas de fuego.

### Contribuciones de una publicación periódica
- Dahbia Abrous, «Kabylie : Anthropologie sociale», Encyclopédie berbère, vol. 26, 2011, p. 4027-4033 (read online )
- Djamel Aïssani, «Écrits de langue berbère de la collection de manuscrits Oulahbib (Béjaïa)», Études et documents berbères, no 15-16, 1998, p. 81-99 (read online)
- Dehbia Akkache-Maacha, «Art et Artisanat traditionnels de Kabylie», Campus, Université Mouloud Mammeri de Tizi Ouzou, faculté des sciences économiques et de gestion, no 12, décembre 2008, p. 4-21 (ISSN 1112-783X, read online)
- Nedjma Abdelfettah Lalmi, «Du mythe de l'isolat kabyle», Cahiers d'études africaines, no 175, 2004, p. 507-531 (read online)
- Ighil-Ali, Encyclopédie berbère, no 24, 2011, p. 3675-3677 (read online)
- Djamil Aïssani, «Le Milieu Intellectuel des Bibans à l'époque de la Qal`a des Beni Abbes», Extrait de conférence à l'occasion du 137e anniversaire de la mort d'El Mokrani, 2008
- Ghania Moufok, «Kabylie, sur les sentiers de la belle rebelle», Géo «Algérie La renaissance», no 332, 2006, p. 100-108
- Saïd Doumane, «Kabylie : Économie ancienne ou traditionnelle», Encyclopédie berbère, no 26, 2004, p. 4034-4038 (read online)

### Libros
- Charles-André Julien, Histoire de l'Algérie contemporaine : La conquête et les débuts de la colonisation (1827-1871), vol. 1, París, Presses universitaires de France, 1964 '
- Youssef Benoudjit, La Kalaa des Béni Abbès : au xvie siècle, Alger, Dahlab, 1997, 350 p. (ISBN 9961611322)'
- Youcef Allioui, Les Archs, tribus berbères de Kabylie : histoire, résistance, culture et démocratie, París, L'Harmattan, 2006, 406 p. (ISBN 2-296-01363-5)
- Youcef Allioui. Histoire d'amour de Sheshonq 1er : Roi berbère et pharaon d'Egypte - Contes et comptines kabylia, París,

L'Harmattan, 2013, 798 p. (ISBN 2-296-53739-1)
- Hugh Roberts, Berber Government: The Kabyle Polity in Pre-colonial Algeria, Boston, I.B.Tauris, 2014, 352 p. (ISBN 1845112512)
- Alain Mahé, Histoire de la Grande Kabylie xixe xxe siècles : Anthropologie historique du lien social dans les communautés villageoises, París, Bouchêne, 2001 (ISBN 2-912-94612-3)
- Tahar Oussedik, Le Royaume de Koukou, Alger, ENAG édition, 2005, 91 p. (ISBN 9789961624081)
- Dominique Valérian, Bougie, port maghrébin, 1067-1510, Rome, Publications de l’École française de Rome, 2006, 795 p. (ISBN 9782728307487,
- Smaïn Goumeziane, Ibn Khaldoun, 1332-1406: un génie maghrébin, Alger, EDIF 2000, 2006, 189 p. (ISBN 2352700019)
- Mouloud Gaïd, Les Beni-Yala, Alger, Office des publications universitaires, 1990, 180 p.
- Tassadit Yacine-Titouh, Études d’ethnologie des affects en Kabylie, París, Maison des Sciences de l'Homme, 2006, 177 p. (ISBN 978-2735110865)
- Bernard Bachelot, Louis XIV en Algérie : Gigeri 1664, Mónaco, Rocher, 2003, 460 p. (ISBN 2268048322)
- Jean Morizot, Les Kabyles : Propos d'un témoin, Paris, Centre des hautes études sur l'Afrique et l'Asie modernes (diff. Documentation française), coll. « Publications du CHEAM », 1985, 279 p. (ISBN 2-903-18212-4 et 2-747-51027-1,)
- Pierre Montagnon, La conquête de l'Algérie : 1830-1871, París, Pygmalion Editions, coll. « Blanche et rouge », 1997, 450 p. (ISBN 978-2857042044)
- Mahfoud Kaddache, Et l'Algérie se libéra, París, París-Méditerranée, 2003, 235 p. (ISBN 2842721799)
- Mouloud Gaïd, Chroniques des Beys de Constantine, Alger, Office des publications universitaires, 1978, 160 p.

### Antiguas fuentes secundarias
- Louis Rinn, Historia del levantamiento de 1871 en Argelia, Argel, Librairie Adolphe Jourdan, 1891, 672 p.
- Laurent-Charles Féraud, Historia de las ciudades de la provincia de Constantino: Sétif, Bordj-Bou-Arreridj, Msila, Boussaâda, vol. 5, * Constantino, Arnolet, 1872 (reimpresión en 2011), 456 p. ( ISBN 978-2-296-54115-3 )